# عامریه (استان عین تموشنت)
عامریه (به عربی: العامرية) یک شهرداری در الجزایر است که در استان عین تموشنت واقع شده‌است.
 عامریه ۹۰٫۴۹ کیلومتر مربع مساحت و ۲۲٬۵۷۲ نفر جمعیت دارد.